# 等無毛水蚤
等無毛水蚤（学名：Nullosetigera aequalis）为無毛水蚤科無毛水蚤屬下的一个种。

## 扩展阅读
- 維基物種上的相關：等無毛水蚤